# 343 v.Chr.
Het jaar 343 v.Chr. is een jaartal volgens de christelijke jaartelling. 

## Gebeurtenissen

### Griekenland
- Op Kreta sluit de stad Knossos een verbond met Macedonië.

### Perzië
- Het Perzische leger onder koning Artaxerxes III valt Egypte binnen.
- Farao Nectanebo II vlucht en organiseert het verzet vanuit Ethiopië.

### Egypte
- De stad Pelusium in de Nijldelta biedt verbeten weerstand tegen de Perzen.
- De Perzische overheersers laten de stadsmuren van Memphis afbreken en de heiligdommen, tempels etc. plunderen.
- De Perzische generaal Bagoas keert beladen met goud terug naar Perzië. De 30e dynastie van Egypte houdt op te bestaan.

### Italië
- De Griekse kolonies van Magna Graecia worden aangevallen door de inheemse bevolking de Lucaniërs en de Bruttiërs.
- Tarentum doet een beroep op Archidamus III van Sparta, hij stuurt een Grieks huurlingenleger naar Zuid-Italië.
- De stad Capua vraagt de Romeinse Republiek om hulp tegen de Samnieten. Dit is het begin van de Eerste Samnitische Oorlog.
- Timoleon vormt in Syracuse een democratische regering, Dionysius II overlijdt in Korinthe als ambteloos burger.

## Geboren
- Attalus Philetaerus (~343 v.Chr. - ~263 v.Chr.), stichter van de Attaliden-dynastie in Pergamon

## Overleden
- Dionysius II (~397 v.Chr. - ~343 v.Chr.), tiran van Syracuse (54)